# Wilczy Jar
Wilczy Jar – jar w Oczkowie w Żywcu. Znajduje się nad nim most, którym przebiegają ulica Krakowska i droga wojewódzka nr  .

## Katastrofa w Wilczym Jarze
15 listopada 1978 roku w Wilczym Jarze miała miejsce katastrofa drogowa, w wyniku której zginęło 30 osób. W wyniku nadmiernej prędkości i złych warunków atmosferycznych dwa autobusy jadące w odstępnie 25 minut wpadły do jeziora. Była to druga co do wielkości katastrofa drogowa w powojennej Polsce, która do dzisiaj budzi wiele kontrowersji.
Przy moście znajduje się tablica upamiętniająca ofiary katastrofy. Co roku w rocznicę katastrofy przedstawiciele władzy składają pod nią kwiaty.

## Turystyka
Wilczy Jar odwiedzany jest przez turystów, mimo trudnego zejścia do Jeziora Żywieckiego. Podpływają oni jednak często na kajakach z innych ośrodków. W Wilczym Jarze organizowane są także skoki na bungee. Obok Wilczego Jaru znajduje się parking i punkt widokowy.

### Szlaki górskie
W Wilczym Jarze na wysokości 359 m n.p.m. rozpoczyna się zielony szlak górski, którym można się dostać na Stary Groń lub do Międzybrodzia Żywieckiego. Pod Kościelcem szlak krzyżuje się też z niebieskim szlakiem, który pozwala dotrzeć na Jaworzynę.
- Wilczy Jar – Stary Groń (0:45[8], z powrotem 0:25[9])
- Wilczy Jar – Jaworzyna (2:00[10], z powrotem 1:05[11])
- Wilczy Jar – Międzybrodzie Żywieckie (2:20[12], z powrotem 2:20[13])